# Fidel Escobar
Fidel Escobar Mendieta (ur. 9 stycznia 1995 w Panamie) – panamski piłkarz występujący na pozycji środkowego obrońcy w kostarykańskim klubie Deportivo Saprissa oraz w reprezentacji Panamy. 

## Kariera klubowa
Wychowanek San Francisco. W 2014 roku przeniósł się do Sporting San Miguelito. Z klubu był wielokrotnie wypożyczany. Grał w m.in. Sporting CP B czy New York Red Bulls. Aktualnie występuje w drugoligowym hiszpańskim AD Alcorcón.

## Kariera reprezentacyjna
W reprezentacji Panamy zadebiutował 8 lutego 2015 w meczu z USA. Pierwszego gola zdobył w meczu eliminacji Mundialu 2018 z Hondurasem, który zapewnił zwycięstwo w Panamie. Znalazł się w kadrze na Copa América 2016. Wystąpił na Mistrzostwach Świata 2018 jako podstawowy zawodnik kadry. Grał również na Złotym Pucharze CONCACAF 2019. 